# حسینیه ضیاءالدین فیلی
حسینیه ضیاءالدین فیلی مربوط به دوره قاجار است و در شیراز، خیابان لطفعلی خان زند، بعد از مسجد نصیرالملک، کوچه ۳۳، پلاک ۱۳ واقع شده و این اثر در تاریخ ۱۸ شهریور ۱۳۸۷ با شمارهٔ ثبت ۲۳۳۹۷ به‌عنوان یکی از آثار ملی ایران به ثبت رسیده است.